# ولید حسین
ولید حسین (انگلیسی: Waleed Hussain؛ زادهٔ ۱۵ مهٔ ۱۹۹۲) یک بازیکن فوتبال است.